# Robbie Kerr

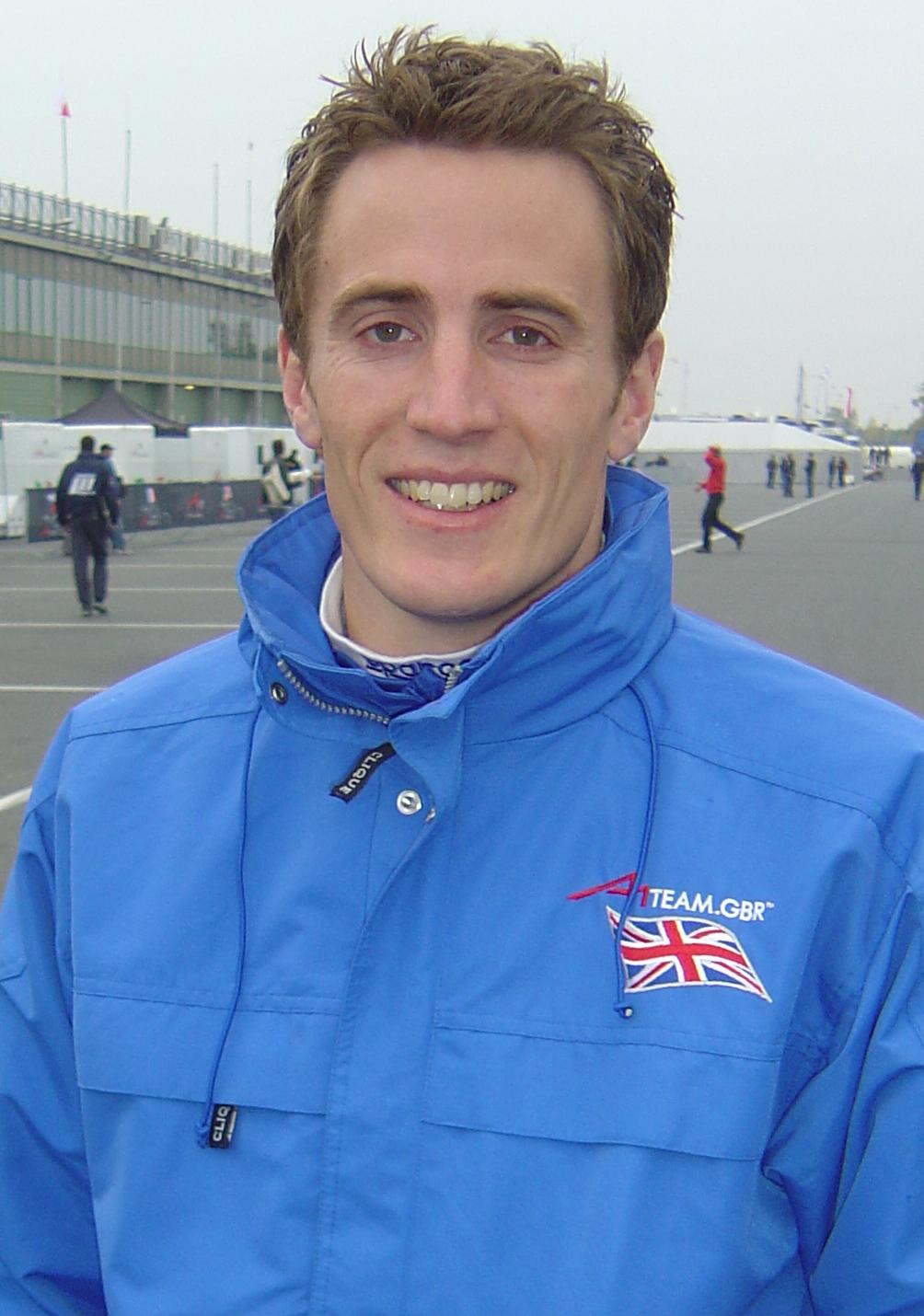
Kerr in 2007

Robert "Robbie" Kerr (High Wycombe, Buckinghamshire, 26 september 1979) is een Brits autocoureur.

## Loopbaan
In 2005 werd Kerr de vaste coureur van A1 Team Groot-Brittannië in de A1GP, samen met Alex Lloyd. Hij reed in het seizoen 2005-2006 alle races, met uitzondering van de seizoensfinale in China en won bijna enkele races. In de hoofdrace op Brands Hatch leidde hij totdat zijn auto problemen kreeg.
Op Dubai Autodrome had hij de leiding voor het grootste deel van de hoofdrace totdat hij voorbij werd gereden door Frankrijks Nicolas Lapierre. Hij deed het goed in de volgende ronde op het Durban Street Circuit waar hij als tweede finishte in de sprintrace en het eerste deel van de hoofdrace leidde, maar na de pitstop ging er iets mis en in de volgende ronde moest hij opnieuw binnenkomen, wat leidde tot zijn opgave.
In Indonesië behaalde hij zijn eerste pole position, maar wist deze niet om te buigen tot een overwinning. In Mexico deed hij het slecht in de kwalificatie en miste net de punten in de sprintrace, waar hij als 11e finishte, maar in de hoofdrace werd hij 6e. Op Laguna Seca reed hij zijn laatste races van het seizoen. In een door regen gekenmerkte sprintrace finishte hij als 4e achter Mexico, Frankrijk en Portugal. In de hoofdrace eindigde hij als 3e achter Mexico en Duitsland. Hij reed niet in Shanghai omdat hij zich voorbereidde op het Formule Renault 3.5 Series-seizoen, en zijn plaats was overgenomen door Darren Manning.
In de eerste race van het volgende seizoen op Circuit Park Zandvoort kon Kerr niet meedoen omdat hij in de Formule Renault 3.5 moest rijden. Hij was opnieuw vervangen door Manning. Voor het gehele seizoen wordt Kerr bijgestaan door Manning en Britse Formule 3-ster Oliver Jarvis. In Indonesië behaalde hij zijn eerste snelste ronde en in China zijn eerste overwinning.
In 2006 reed Kerr ook in de Formule Renault 3.5 naast Sean McIntosh.

## A1GP resultaten
- Races vetgedrukt betekent pole positie, Races cursief betekent snelste ronde

| Jaar    | Inschrijving             | 1         | 2          | 3          | 4          | 5          | 6          | 7         | 8         | 9          | 10         | 11         | 12         | 13         | 14         | 15        | 16         | 17         | 18        | 19        | 20        | 21        | 22        | Rang | Punten |
| ------- | ------------------------ | --------- | ---------- | ---------- | ---------- | ---------- | ---------- | --------- | --------- | ---------- | ---------- | ---------- | ---------- | ---------- | ---------- | --------- | ---------- | ---------- | --------- | --------- | --------- | --------- | --------- | ---- | ------ |
| 2005-06 | A1 Team Groot-Brittannië | GBR SPR 5 | GBR FEA NF | GER SPR NF | GER FEA 2  | POR SPR NF | POR FEA 12 | AUS SPR 5 | AUS FEA 2 | MAL SPR 3  | MAL FEA NF | UAE SPR 9  | UAE FEA 2  | RSA SPR 2  | RSA FEA NF | IND SPR 2 | IND FEA 10 | MEX SPR 11 | MEX FEA 6 | USA SPR 4 | USA FEA 3 | CHN SPR   | CHN FEA   | 3    | 97     |
| 2006-07 | A1 Team Groot-Brittannië | NED SPR   | NED FEA    | CZE SPR 9  | CZE FEA 6  | BEI SPR    | BEI FEA    | MAL SPR 5 | MAL FEA 2 | IND SPR 3  | IND FEA NF | NZL SPR 8  | NZL FEA NF | AUS SPR 19 | AUS FEA 10 | RSA SPR 9 | RSA FEA 2  | MEX SPR    | MEX FEA   | SHA SPR 1 | SHA FEA 2 | GBR SPR 1 | GBR FEA 2 | 3    | 92     |
| 2007-08 | A1 Team Groot-Brittannië | NED SPR   | NED FEA    | CZE SPR 2  | CZE FEA 17 | MAL SPR    | MAL FEA    | ZHU SPR   | ZHU FEA   | NZL SPR NF | NZL FEA NF | AUS SPR 16 | AUS FEA 3  | RSA SPR    | RSA FEA    | MEX SPR   | MEX FEA    | SHA SPR 9  | SHA FEA 9 | GBR SPR 1 | GBR FEA 2 |           |           | 3    | 126    |